# 554e division d'infanterie
La 554e division d'infanterie (en allemand : 554. Infanterie-Division ou 554. ID) est une des divisions d'infanterie de l'armée allemande (Wehrmacht) durant la Seconde Guerre mondiale.

## Création
La 554. Infanterie-Division est formée le 15 février 1940 à partir de la Divisionstab z.b.V. 441 dans le Wehrkreis V en tant qu'élément de la 9. Welle (9e vague de mobilisation).
Organisée comme une division statique, elle officie le long du West Wall (mur de l'Ouest ou ligne Siegfried) sur le Haut-Rhin où elle prend part à des opérations de protection des frontières, de sécurité et de défenses anti-aériennes.
Après l'invasion de la France, au cours de laquelle elle avance avec le XXXIII. Armeekorps de la 7. Armee en Alsace, la division est dissoute le 13 août 1940.

## Organisation

### Commandants
| Date                           | Grade           | Commandant                    |
| ------------------------------ | --------------- | ----------------------------- |
| 12 février 1940 - 13 août 1940 | Generalleutnant | Anton Freiherr von Hirschberg |

### Officiers d'opérations (Generalstabsoffiziere (Ia))
| Date                     | Grade          | Commandant  |
| ------------------------ | -------------- | ----------- |
| Mars 1940 – 13 août 1940 | Oberstleutnant | Karl Schall |

## Théâtres d'opérations
- West Wall : Février 1940 – Juin 1940
- France : Juin 1940 – Juillet 1940
- Allemagne : Juillet 1940 – Août 1940

## Ordres de bataille
- Infanterie-Regiment 621
- Infanterie-Regiment 622
- Infanterie-Regiment 623
- Artillerie-Regiment 554
  - I. Abteilung
  - II. Abteilung
  - III. Abteilung
- Beobachtungs-Abteilung 554
- Nachrichten-Kompanie (plus tard, Abteilung) 554
- Versorgungseinheiten 554